# العلاقات اليابانية الكرواتية
العلاقات اليابانية الكرواتية هي العلاقات الثنائية التي تجمع بين اليابان وكرواتيا.

## مقارنة بين البلدين
هذه مقارنة عامة ومرجعية للدولتين:
| وجه المقارنة                                              | اليابان         | كرواتيا                                                  |
| --------------------------------------------------------- | --------------- | -------------------------------------------------------- |
| المساحة (كم2)                                             | 377.97 ألف      | 56.59 ألف                                                |
| عدد السكان (نسمة)                                         | 126.79 مليون    | 4.11 مليون                                               |
| الكثافة السكانية (ن./كم²)                                 | 335.45          | 72.63                                                    |
| العاصمة                                                   | طوكيو           | زغرب                                                     |
| اللغة الرسمية                                             | اللغة اليابانية | اللغة الكرواتية                                          |
| العملة                                                    | ين ياباني       | كونا كرواتية                                             |
| الناتج المحلي الإجمالي (بليون دولار)                      | 4.87 تريليون    | 54.85 مليار                                              |
| الناتج المحلي الإجمالي (تعادل القوة الشرائية) بليون دولار | 5.18 تريليون    | 94.64 مليار                                              |
| الناتج المحلي الإجمالي الاسمي للفرد دولار أمريكي          | 34.52 ألف       | 11.54 ألف                                                |
| الناتج المحلي الإجمالي للفرد دولار أمريكي                 | 36.62 ألف       | 21.64 ألف                                                |
| مؤشر التنمية البشرية                                      | 0.903           | 0.818                                                    |
| رمز المكالمات الدولي                                      | +81             | +385                                                     |
| رمز الإنترنت                                              | .jp             | .hr                                                      |
| المنطقة الزمنية                                           | توقيت اليابان   | توقيت وسط أوروبا، ت ع م+01:00، ت ع م+02:00، أوروبا/زغرب ‏ |

## مدن متوأمة
في ما يلي قائمة باتفاقيات التوأمة بين مدن يابانية وكرواتية:
- ترتبط كاواساكي مع رييكا باتفاقية توأمة منذ 1992.
- ترتبط هيكينان مع بولا باتفاقية توأمة منذ 5 أبريل 2007.
- ترتبط كيوتو مع زغرب باتفاقية توأمة منذ 29 مايو 1963.[15][15][15][15]

## منظمات دولية مشتركة
يشترك البلدان في عضوية مجموعة من المنظمات الدولية، منها:
| علم المنظمة | اسم المنظمة                               | تاريخ انضمام اليابان | تاريخ انضمام كرواتيا |
| ----------- | ----------------------------------------- | -------------------- | -------------------- |
|             | منظمة التجارة العالمية                    | ?                    | ?                    |
|             | الاتحاد البريدي العالمي                   | ?                    | ?                    |
|             | مجموعة الموردين النوويين                  | ?                    | ?                    |
|             | يونسكو                                    | 2 يوليو 1951         | 1 يونيو 1992         |
|             | الفريق المعني برصد الأرض                  | ?                    | ?                    |
|             | مؤسسة التمويل الدولية                     | 20 يوليو 1956        | 25 فبراير 1993       |
|             | المركز الدولي لتسوية المنازعات الاستشارية | 16 سبتمبر 1967       | 22 أكتوبر 1998       |
|             | منظمة حظر الأسلحة الكيميائية              | ?                    | ?                    |
|             | مؤسسة التنمية الدولية                     | 27 ديسمبر 1960       | 25 فبراير 1993       |
|             | مجموعة أستراليا                           | 1985                 | 2007                 |
|             | وكالة ضمان الاستثمار متعدد الأطراف        | 12 أبريل 1988        | 19 مارس 1993         |
|             | الاتحاد الدولي للاتصالات                  | 29 يناير 1879        | 3 يونيو 1992         |
|             | منظمة الشرطة الجنائية الدولية             | ?                    | ?                    |
|             | الأمم المتحدة                             | 18 ديسمبر 1956       | 22 مايو 1992         |
|             | البنك الدولي للإنشاء والتعمير             | 13 أغسطس 1952        | 25 فبراير 1993       |
|             | المنظمة الهيدروغرافية الدولية             | ?                    | ?                    |

## وصلات خارجية
- موقع وزارة الخارجية اليابانية
- موقع وزارة الخارجية الكرواتية